# Bassus formosanus
Bassus formosanus är en stekelart som först beskrevs av Watanabe 1934.  Bassus formosanus ingår i släktet Bassus och familjen bracksteklar. Inga underarter finns listade.